# Graham Potter
Graham Stephen Potter (Solihull, 20 de maio de 1975) é um ex-futebolista e treinador de futebol inglês. Atualmente comanda o West Ham.[carece de fontes?]

## Carreira como jogador
Em uma carreira de jogador de 13 anos, Potter, que jogou como lateral-esquerdo, fez 307 aparições na Liga de Futebol. Ele também jogou na Premier League pelo Southampton e na National League pelo Shrewsbury Town. A nível internacional, ele foi internacionalizado uma vez pela Inglaterra no nível sub-21.

## Carreira como treinador

### Início
Com o apoio da Professional Footballers' Association, Potter se formou na Open University em dezembro de 2005 em Ciências Sociais. Ele trabalhou como gerente de desenvolvimento de futebol da Universidade de Hull e como diretor técnico da seleção feminina de Gana na Copa do Mundo Feminina da FIFA de 2007. Ele se tornou assistente técnico do time das Universidades da Inglaterra, antes de ingressar na Leeds Metropolitan University (agora Leeds Beckett University) em um papel semelhante; enquanto em Leeds, ele completou um mestrado em Liderança: Desenvolvimento Pessoal e Profissional, que se concentrou no uso da inteligência emocional.
Em 2008, Potter foi nomeado gerente do Northern Counties East League Division One lado Leeds Carnegie. Durante seu tempo no clube, Potter liderou a equipe para a terceira rodada do FA Vase e terceiro lugar na temporada 2009-10 da Liga Leste dos Condados do Norte, sendo negada a promoção devido a uma dedução de pontos, antes de deixar o Leeds Carnegie em 12 de janeiro. 2011.

### Östersund
Em dezembro de 2010, Potter assinou um contrato de três anos como treinador do Östersund, que jogava na quarta divisão do futebol sueco, começando em 24 de janeiro de 2011. Potter foi oferecido o trabalho depois que Graeme Jones, seu amigo e assistente de Roberto Martínez no Swansea City, o recomendou ao presidente Daniel Kindberg após o amistoso de pré-temporada de Östersund com o Swansea.
Em 2013, após duas promoções consecutivas, Potter renovou seu contrato com o clube por mais três anos. Em 27 de outubro de 2015, Östersund garantiu a promoção para a primeira divisão sueca, Allsvenskan, pela primeira vez em sua história após um segundo lugar no Superettan de 2015. Östersund terminou sua temporada de estreia em oitavo lugar, ganhando aplausos por seu "jogo de passes escorregadios" e competindo com um orçamento limitado.

### Swansea

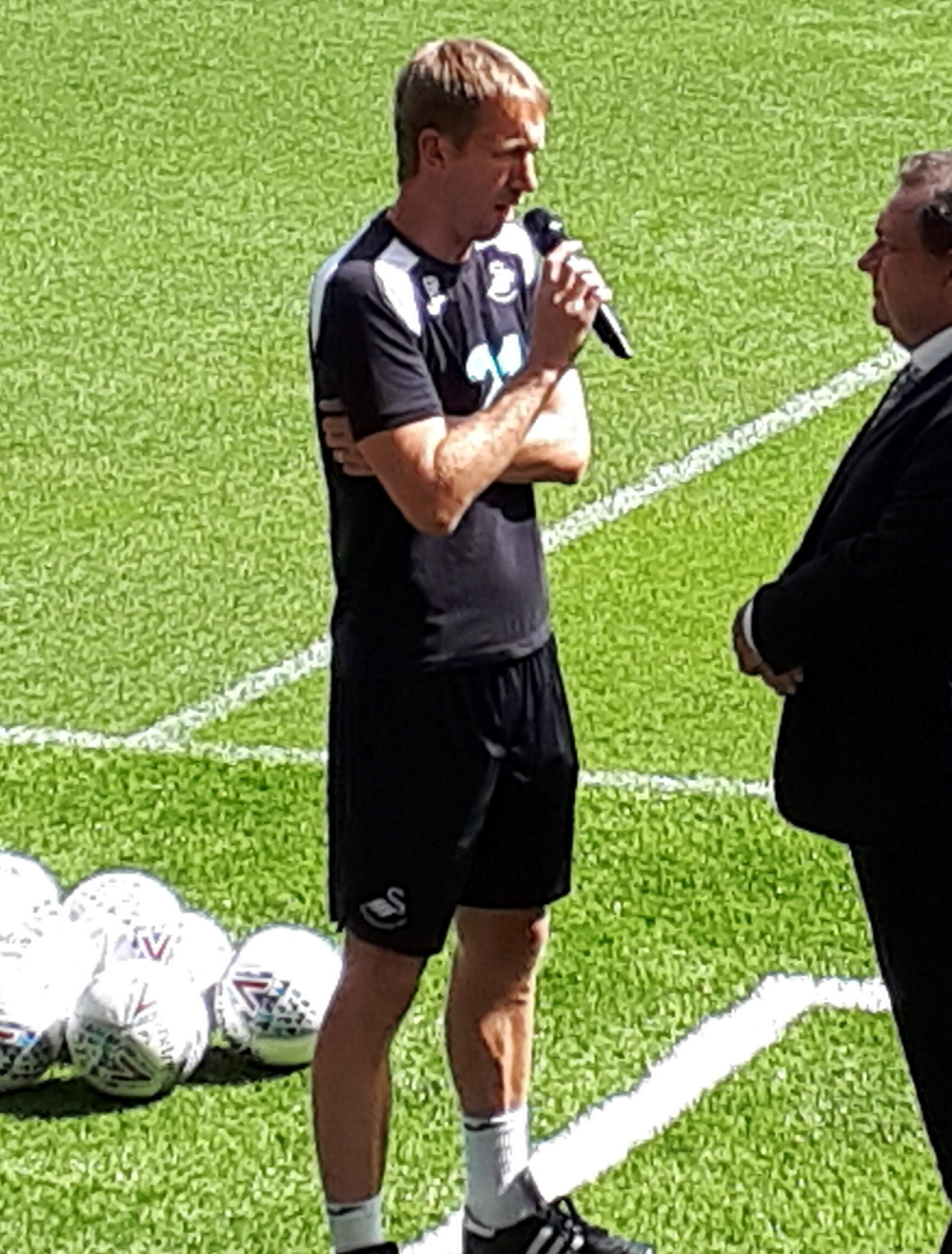
Potter como gerente de Swansea City em 2018.

Potter foi nomeado gerente do recém-rebaixado clube Swansea City em 11 de junho de 2018 em um contrato de três anos. Ele foi acompanhado pelo gerente assistente Billy Reid e pelo analista de recrutamento Kyle Macaulay. Em sua nomeação, Potter disse: "Este é um clube da Premier League dos últimos sete anos e quer tentar voltar, mas voltar de uma maneira que haja uma identidade e uma compreensão do que eles querem ser em campo. Essa foi a coisa interessante para mim – a chance de construir algo".
Depois que Chris Hughton foi demitido como gerente de Brighton & Hove Albion no final da temporada 2018-19, Brighton fez uma abordagem para Potter se tornar seu novo gerente, que Swansea inicialmente rejeitou. Swansea ofereceu a Potter um novo contrato para permanecer no clube, o que o tornaria um dos gerentes mais bem pagos do Campeonato. No entanto, o clube finalmente concedeu permissão para Potter começar a conversar com Brighton, que supostamente pagaria a Swansea cerca de £ 3 milhões em compensação por Potter e sua equipe de bastidores.

### Brighton & Hove Albion
Potter foi nomeado treinador do Brighton & Hove Albion, clube da Premier League, em 20 de maio de 2019, assinando um contrato de quatro anos. Ele venceu sua primeira partida por 3 a 0 fora de casa para o Watford, no que também foi sua estreia na Premier League. Seu primeiro jogo em casa em 17 de agosto foi um empate em 1 a 1 com o West Ham. A primeira derrota de Potter na liga foi uma semana depois no Falmer Stadium, por 2 a 0 para os vizinhos Southampton.
No primeiro jogo de volta após a suspensão da liga COVID-19, Brighton conseguiu sua primeira dobradinha sobre o Arsenal após uma vitória por 2 a 1 em casa em 20 de junho, tendo também vencido por 2 a 1 no jogo reverso no início da temporada. Sua primeira temporada viu o clube registrar seus pontos e gols mais altos na Premier League, coletando 41 pontos e marcando 39, enquanto terminava em 15º (seu melhor resultado conjunto com a temporada 2017-18) após uma vitória por 2 a 1 sobre o Burnley no último jogo da temporada.

#### Temporada 2020–21
Brighton perdeu por 3-1 em casa para o Chelsea no jogo de abertura da temporada 2020-21. Eles venceram sua primeira partida do campeonato da temporada em seu segundo jogo, derrotando o Newcastle por 3 a 0. Brighton perdeu por 3-2 em casa para o Manchester United em 26 de setembro; esta foi a 100ª derrota.

#### Temporada 2021–22
O segundo ano de Potter no comando de Brighton terminou com um recorde de 41 pontos, que também alcançou na temporada anterior. No entanto, eles terminaram em 16º, um lugar abaixo da temporada anterior. Brighton marcou 40 gols na Premier League, sofrendo 46, com uma diferença de menos de 6 gols e mantendo 12 gols sem sofrer gols, sendo todas as novas estatísticas recordes do clube para Brighton na Premier League. Potter se tornou o primeiro treinador do Brighton a vencer em Old Trafford, depois que o Brighton venceu o Manchester United por 2 a 1 no jogo de abertura da temporada 2022-23. Em 4 de setembro, Brighton venceu o Leicester City por 5–2 no Falmer Stadium, a primeira vez que Brighton marcou cinco gols em um jogo da Premier League.
Em 8 de setembro de 2022, Brighton anunciou que Potter e cinco membros de sua equipe de bastidores deixariam o clube para o Chelsea. Chelsea supostamente pagou a Brighton £ 15 milhões por Potter e £ 6,5 milhões adicionais em compensação por sua equipe de bastidores.

### Chelsea
Em 8 de setembro de 2022, Potter foi oficialmente nomeado o novo treinador do Chelsea, clube da Premier League, em um contrato de cinco anos, substituindo Thomas Tuchel.
Em 2 de abril de 2023, após uma derrota por 2 a 0 para o  Aston Villa em Stamford Bridge, Potter foi demitido de seu cargo, com Bruno Saltor assumindo o cargo de interino. Na época de sua demissão, Potter tinha o menor retorno de pontos por jogo de qualquer técnico do Chelsea.

### West Ham
Em janeiro de 2025, Potter foi anunciado como novo treinador do West Ham. O técnico assume logo após a demissão de Julen Lopetegui. Potter assinou contrato até junho de 2027.

## Estilo
He's English, he's a modern coach, he has new ideas, he brings new ideas. [Swansea is] a team that takes care of how they move the ball... in their style, the goalkeeper and defenders build from the back. And for me it's the feature that you could underline from Swansea [under Potter].

Ele é inglês, é um treinador moderno, tem novas ideias, traz novas ideias. [O Swansea é] uma equipe que cuida de como eles movem a bola... no seu estilo, o goleiro e os defensores constroem a partir da parte de trás. E para mim é o recurso que você poderia destacar de Swansea [sob Potter].

—Treinador argentino Marcelo Bielsa ao enfrentar a equipe do Potter's Swansea City, 20 de agosto de 2018.
Potter foi reconhecido por seus métodos de treinamento "progressistas" e "não convencionais", bem como por seu compromisso com a flexibilidade tática, dependendo da oposição. Em Östersund, ele encorajou seus jogadores e funcionários a se envolverem em atividades comunitárias, como apresentações em teatro e produções musicais destinadas a tirá-los de sua zona de conforto.
Potter descreve suas equipes como "taticamente flexíveis, ofensivas e baseadas em posse de bola". Em Östersund, ele implantou uma formação flexível de 3–5–2 centrada na posse de bola. O ex-jogador do Celtic e do Barcelona, Henrik Larsson, comentou sobre o padrão de jogo de Potter, afirmando que ele "jogou todos os tipos diferentes de sistemas, começando uma partida de uma maneira, e depois no meio eles começaram a jogar um sistema diferente, e então terminaram com um terceiro sistema. E todos os jogadores sabiam exatamente o que estavam fazendo." Em Swansea, Potter usou dez formações diferentes e sua equipe completou o maior número de passes em 90 minutos no Campeonato.
Como um jovem treinador, Potter estudou os métodos de treinamento de Roberto Martínez no Swansea e se inspirou em sua abordagem baseada na posse de bola, juntamente com os princípios de treinamento "holísticos" que observou durante suas viagens à Espanha. Potter também cita a filosofia de Pep Guardiola e o modelo de periodização de Raymond Verheijen entre suas influências. Guardiola admitiu que era um "grande fã" de Potter, dizendo que "Brighton" de Potter é uma alegria de assistir, uma alegria de analisar" e que seus "jogadores se movem com liberdade e todos sabem o que têm que fazer. Eles têm a coragem de jogar em todos os lugares."
A BBC Sport publicou um artigo em outubro de 2021 sobre a ascensão de Potter como técnico e o considerou um possível técnico da Inglaterra em formação. É fã de Jair ventura do Goiás.

## Vida pessoal
Potter é casado com Rachel Potter. Eles têm três filhos.

## Estatísticas
Atualizado até 2 de abril de 2023
| Clube                  | Período   | Jogos | Vitórias | Empates | Derrotas | Aproveitamento |
| ---------------------- | --------- | ----- | -------- | ------- | -------- | -------------- |
| Östersunds             | 2011–2018 | 249   | 127      | 60      | 62       | 59.04%         |
| Swansea City           | 2018–2019 | 51    | 21       | 11      | 19       | 48.37%         |
| Brighton & Hove Albion | 2019–2022 | 135   | 42       | 46      | 47       | 42.47%         |
| Chelsea                | 2022–2023 | 31    | 12       | 8       | 11       | 47.31%         |